# Belœil FM
Belœil FM, une radio locale belge indépendante et associative, créée en 1980 à Quevaucamps et qui émet en bande FM dans le Hainaut occidental.

## Historique
La radio est créée en 1980, sous le nom de Radio Belœil. Sa première émission diffusée le 5 janvier 1980 avec un émetteur de faible puissance dont la couverture ne dépassant pas l’entité de Beloeil. À ses débuts les programmes étaient très limités, le dimanche de 9h à 13h. Quelques années plus tard la radio modernise ses moyens de diffusion et qui a élargi sa plage d'horaire (samedi et dimanche) ainsi que sa zone de couverture. À partir de 1989, la radio commence à diffuser 7 jours sur 7 de 6h à 0h dont l'auditorat ne cesse de s'élargir,.
Le 1er juillet 2007, la station change de nom, elle devient Belœil FM et depuis février 2010 elle diffuse ses programmes en stéréo.
Vu le jugement déclaratif de faillite de la SPRL Beloeil FM du 15 mai 2018, publié au Moniteur belge du 29 mai 2018, par le Tribunal de commerce du Hainaut, division Tournai, le Collège d'autorisation et de contrôle du CSA a constaté le 12 juillet 2018 la caducité du titre d'autorisation délivré pour diffuser le service Radio Beloeil.

## Programmes
La radio cible un public le plus large possible d’où la variété des émissions proposées. 
- 60 % de la programmation est composée de chansons françaises.

- Petits matins : programme musical intégrant des informations socio-culturelles locales et régionales dans l’émission.
- Réalisation des interviews à l’extérieur et sur le lieu de l’événement permet de lui donner une dimension particulière et spontanée.
- L’information, elle est à la fois locale, nationale et internationale, grâce à des bulletins diffusés selon des rendez-vous précis faisant intervenir en partie, le journal parlé de Radio France internationale (R.F.I.)

## Diffusion et zone de couverture
La radio émet de Quevaucamps en bande FM sur la fréquence 88,9 MHz, captée dans un rayon de 40 km, dont plusieurs entités de la province de Hainaut occidental : Beloeil, Mons, Lessines, Ath, Leuze-en-Hainaut, Frasnes-lez-Anvaing, Péruwelz, Brugelette, Enghien et Jurbise. Elle est captée aussi en Flandre, à Renaix, Grammont et Hérinnes limitrophes avec le nord de la province du Hainaut occidental. Son signal est reçu aussi par débordement de l'autre côté de la frontière française, dans les environs de Valenciennes.
La radio est disponible sur internet, ce qui permet son écoute en streaming avec un navigateur web, une application de lecture audio ou un poste de radio Internet.